# Stephanopachys conicola
Stephanopachys conicola är en skalbaggsart som beskrevs av Fisher 1950. Stephanopachys conicola ingår i släktet Stephanopachys och familjen kapuschongbaggar. Inga underarter finns listade i Catalogue of Life.